# پوتنیکووو
پوتنیکووو (به صربی: Putnikovo) یک منطقهٔ مسکونی در صربستان است که در Kovačica Municipality واقع شده‌است. پوتنیکووو ۲۴۳ نفر جمعیت دارد و ۷۷ متر بالاتر از سطح دریا واقع شده‌است.